# VBK T4
Die Triebwagen T4 und die Beiwagen B4 der Verkehrsbetriebe Karlsruhe (VBK) waren eine Serie von 17 Straßenbahnwagen in Großraumbauweise, die in den Jahren 1954 und 1955 von der Waggonfabrik Rastatt an die VBK zum Einsatz im Karlsruher Straßenbahnnetz geliefert wurden. Die Fahrzeuge waren bis 1981 im Einsatz.

## Technik

### Aufbau
Bei den Fahrzeugen handelte es sich um vierachsige Ein-Richtungs-Großraumwagen mit konventionellen Drehgestellen. Die Wagenkästen waren geschweißte, 2,17 Meter breite Stahlkonstruktionen. Sie verfügten über Doppelfalttüren der Duewag-Bauart in der Fahrzeugmitte und am Heck und eine Einfachfalttür am Bug. Die Fenster waren geteilt, der obere Teil war als Fischgrätenfenster (Liventa-Lüfter) ausgeführt.
Die beiden Triebdrehgestelle der Triebwagen waren mit einem Duewag-Tandemantrieb ausgestattet. Die beiden Fahrmotoren leisteten je 95 kW. Die Fahrzeuge verfügten über einen hebelbetätigten Unterflur-Nockenfahrschalter zur Steuerung. Die Stromzuführung erfolgte über Scherenstromabnehmer. Die Fahrzeuge waren mit Widerstands-, Druckluft-Federspeicher- und Magnetschienenbremse ausgestattet. Zur Verbindung von Trieb- und Beiwagen dienten BSI-Kompaktkupplungen, wobei die elektrische Verbindung durch ein gesondertes Kabel hergestellt wurde.
Der Innenraum wies eine 2+1-Reihenbestuhlung mit Stahlrohrstühlen und hölzernen Sitzflächen und Rückenlehnen auf. Neben dem voll ausgestatteten Fahrerplatz im Bug der Triebwagen befand sich im Heck der Triebwagen als auch der Beiwagen ein Rangierfahrpult, das in einen Schaltschrank eingebaut war. Im Heck der Fahrzeuge befand sich bis Ende der 1960er Jahre ein Schaffnersitz. Nach Einführung des Einmannbetriebs wurde dieser entfernt. Für den Ein-Mann-Betrieb wurden Fahrscheinentwerter in der Nähe der Türen eingebaut. Der Fahrgastinformation dienten Liniennummernkästen am Bug und Heck der Fahrzeuge, eine Zielfilmanzeige am Bug des Triebwagens sowie Seitenschilderkästen.

### Lackierung
Während die vorherigen Fahrzeuge mit gelben Wagenkasten und weißem Fensterband ausgeliefert wurden, waren die Fahrzeuge bereits bei Anlieferung in den Karlsruher Stadtfarben gelb mit umlaufender breiter roter Zierlinie unterhalb der Fenster lackiert. Mehrere Aluminiumzierleisten verliefen um das Fahrzeug herum. Dieser Anstrich wurde in den 1970er Jahren leicht verändert, indem die rote Zierlinie durch eine zweite, dünne Zierlinie ergänzt und die Schürze des Wagenkastens ebenfalls rot lackiert wurde. Die Aluminiumzierleisten entfielen. Den Bereich unterhalb der Fenster zierte anfangs das Karlsruher Stadtwappen. Nach Einführung der Seitenwandreklame entfiel dieses.

## Geschichte

### Beschaffung
Anfang der 1950er Jahre bestand der Fahrzeugpark der Karlsruher Straßenbahn ausschließlich aus zweiachsigen Trieb- und Beiwagen. Die meisten Wagen stammten noch aus der Zeit zwischen 1899 und 1913. Außer den fünf Kriegsstraßenbahnwagen besaßen alle Wagen hölzerne Aufbauten. Eine Ersatzbeschaffung war daher dringend erforderlich.
In den Jahren 1954 und 1955 beschafften die Karlsruher Verkehrsbetriebe von der Waggonfabrik Rastatt 15 vierachsige Großraumtriebwagen und zwei Großraumbeiwagen. Die elektrische Ausstattung stammte von BBC. Die Fahrzeuge brachen mit den Konstruktionsprinzipien der Vorkriegswagen und wiesen eine große Anzahl Neuerungen auf. So war ihre Ausführung als vierachsige Großraumwagen genauso neu wie ihre Auslegung als Ein-Richtungs-Fahrzeug mit nur einseitigen Türen und Fahrerplatz. Ebenso hoben sich die Wagen durch ihre Wagenkästen in Ganzstahlbauweise mit glatten Seitenflächen und runder Bug- und Heckpartie von den älteren Wagen ab. Der Übergang von zweiachsigen, festen Fahrgestellen zu Drehgestellen wirkte sich in einem höheren Fahrkomfort sowie einem geringeren Verschleiß an Rad und Schiene aus. Viele technische Neuerungen erleichterten den Dienst des Personals, unter anderem der Fahrerplatz mit fest eingebautem Fahrersitz, Winkelfahrschalter statt Kurbelfahrschalter, Druckluft-Federspeicherbremse statt Handbremse, elektromotorisch bediente Scheibenwischer statt handbetätigter, automatische Falttüren sowie der fest eingebaute Schaffnersitzplatz im Heck, der zur Einführung des Fahrgastflusses von hinten nach vorne führte. Statt mit Längssitzen an den Seitenwänden wurden die Wagen mit Stahlrohrstühlen in Reihenbestuhlung ausgestattet. Eine Übersicht über die Lieferungen bietet die nachstehende Tabelle.
| Wagen   | Baujahr | Anzahl | Bauart |
| ------- | ------- | ------ | ------ |
| 119–125 | 1954    | 7      | T4     |
| 126–133 | 1955    | 8      | T4     |
| 307–308 | 1954    | 2      | B4     |

### Einsatzgeschichte
Die Fahrzeuge kamen im Laufe ihres Einsatzes nahezu auf allen Linien des Karlsruher Straßenbahnnetzes zum Einsatz, nachdem an den Linienendpunkten Wendeschleifen geschaffen worden waren. Die Triebwagen fuhren einzeln oder als Zweiwagenzug bis 1969 mit einem zweiachsigen oder bis 1978 mit vierachsigen Beiwagen behängt. Dabei fuhr der Triebwagen 119 meistens mit Beiwagen 307 und Triebwagen 120 mit Beiwagen 308. Mit der Ausmusterung der zweiachsigen Beiwagen bis 1972 schränkte sich der Einsatzbereich der Wagen wegen ihrer im Vergleich mit den Gelenktriebwagen kleineren Kapazität auf die schwächer frequentierten Linien und auf Einsatzwagenkurse ein. Ihre Ausmusterung erfolgte zwischen 1977 und 1981.

### Umbauten
- 119–125 – Anschlag der ersten Tür geändert. Erster Flügel öffnete nicht mehr zum Fahrer.
- 119–125, 307–308 – Umbau der Türsteuerung von elektrisch auf Druckluft
- 119–125, 307–308 – Liventa-Lüfter durch Ausstellfenster ersetzt.
- 119–133 – Einbau von Frontkupplung
- 119–133 – Einbau von Halbscherenstromabnehmern
- 119–133, 307–308 – Umbau auf Ein-Mann-Betrieb durch die Waggonfabrik Rastatt (1968–69)
- Einbau von 120 kW-Motoren in einige Triebwagen

### Ausmusterung und Verbleib
Der Linieneinsatz der Triebwagen endete im Jahr 1981, der der Beiwagen schon im Jahr 1978. Triebwagen 119 und Beiwagen 307 wurden im Betriebshof West der Verkehrsbetriebe Karlsruhe als Denkmal aufgestellt. Mit der Erweiterung der Gleisanlagen im Betriebshof West wurde das Denkmal 1994 geräumt und die beiden Wagen verschrottet.
Die Fahrzeuge wurden wie folgt verschrottet: 119 (1994), 120 (1977), 121 und 122 (1982), 123 (1977), 124 und 125 (1982), 126–128 (1977), 129 (1982), 130 und 131 (1977), 132 und 133 (1982), 307 (1994), 308 (1977).
Die Triebdrehgestelle von den auf 120-kW-Motoren umgebauten Triebwagen wurden für den Umbau der GT6-D der siebten Lieferserie zu GT8-D verwendet.